# سوزان رايس
سوزان إليزابيث رايس (بالإنجليزية: Susan Elizabeth Rice)‏ (ولدت في 17 نوفمبر 1964) هي مسؤولة أمريكية شغلت منصب مستشار الأمن القومي الرابع والعشرين في الولايات المتحدة في الفترة من 2013 إلى 2017. وكانت سابقا دبلوماسية وزميلة في مؤسسة بروكينغز، وسفيرة الولايات المتحدة لدى الأمم المتحدة. وعملت مع موظفي مجلس الأمن القومي ومساعدة وزير الخارجية للشؤون الأفريقية خلال فترة ولاية الرئيس بيل كلينتون الثانية. صدّق مجلس الشيوخ الأمريكي على تعيينها سفيرةً لدى الأمم المتحدة بالاجماع في 22 يناير عام 2009.
تم ذكر رايس كبديل محتمل لوزيرة الخارجية هيلاري كلينتون بعد إعادة انتخاب الرئيس باراك أوباما في عام 2012،  ولكن أعلنت أنها سحبت اسمها من الاعتبار في 13 ديسمبر 2012، بعد الجدل المستمر المتعلق حول الهجوم على القنصلية الأمريكية في بنغازي، قائلة إنه إذا رشحت فإن «عملية التصديق ستكون طويلة ومضنية ومكلفة».
وقد خلفت توماس دونيلون مستشار للأمن القومي في 1 يوليو 2013، وبقيت في المنصب إلى نهاية إدارة أوباما.
تم تعيينها مستشارة الأمن الداخلي بعد فوز جو بايدن 2020

## نشأتها
ولدت في 17 نوفمبر، 1964 في واشنطن، والتحقت بجامعة ستانفورد. وحصلت علي شهادتها الجامعية عام 1986.

## الحياة العملية
خدمت سوزان رايس في مجلس الأمن القومي، كما كانت سكرتيرة مساعدة للشئون الأفريقية خلال الفترة الثانية للرئيس بيل كلنتون. سوزان هي المبعوثة الأنثى الثالثة للولايات المتحدة في الأمم المتحدة، بعد جين كيركباترك ومادلين أولبرايت. هي أيضًا أول امرأة من أصول أفريقية تتقلد هذا المنصب، وهي أول شخص من أصول أفريقية يفعل ذلك بعد أندر يانج ودونالد ماكهنري. تمت الموافقة على تقلد سوزان رايت لمنصبها الحالي في الأمم المتحدة من قبل مجلس الشيوخ الأمريكي بتصويت بالإجماع في 22 يناير 2009.
كان الرئيس باراك أوباما ينوي ترشيحها لشغل منصب وزارة الخارجية بعد فوزه بالولاية الرئاسية الثانية في سنة 2012 لكن الأمر لقي معارضة من الجمهوريين في مجلس الشيوخ، حيث اتهموها بالإدلاء بتصريحات غير دقيقة حول مقتل السفير الأمريكي كريستوفر ستيفنز في بنغازي في سبتمبر 2012، فسحبت ترشيحها في أواخر ديسمبر 2012. وفي 5 يونيو 2013 أعلن أوباما تعيينها في منصب المستشار للأمن القومي، وهو منصب لا يحتاج إلى تصويت مجلس الشيوخ. وسوف تباشر العمل في هذا المنصب من مطلع يوليو 2013.
سوزان رايس لا يوجد لها علاقة قرابة مع كونداليزا رايس وزيرة الخارجية السابقة وانما هو تشابه في اسم العائلة.

## روابط خارجية
- سوزان رايس على موقع IMDb (الإنجليزية)
- سوزان رايس على موقع الموسوعة البريطانية (الإنجليزية)
- سوزان رايس على موقع مونزينجر (الألمانية)
- سوزان رايس على موقع إن إن دي بي (الإنجليزية)
- سوزان رايس على موقع قاعدة بيانات الفيلم (الإنجليزية)